# Metazlepieniec

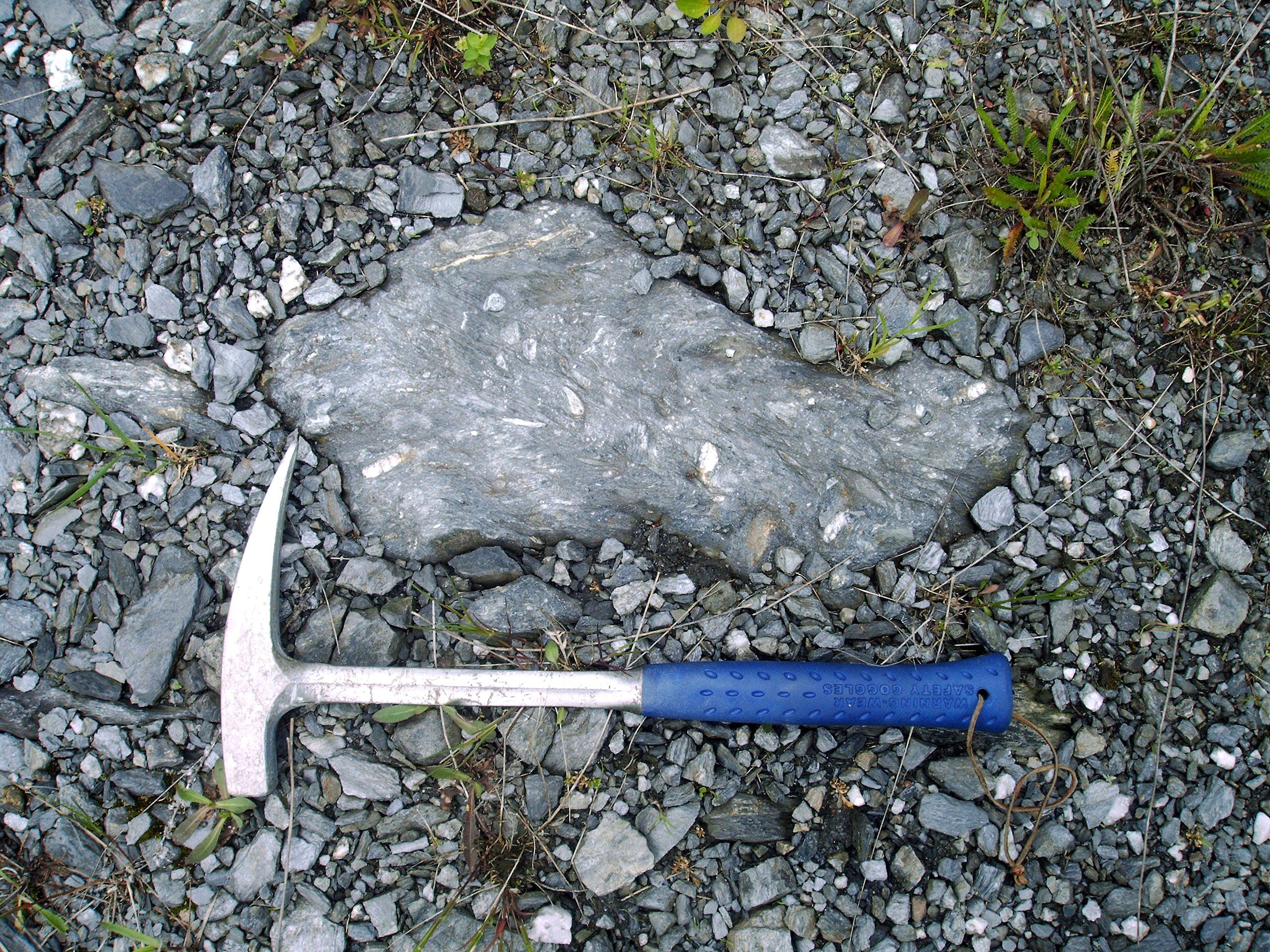
Metazlepieniec z kopalni Dewon, Jarnołtówek, Góry Opawskie, Sudety Wschodnie

Metazlepieniec – skała metamorficzna przeobrażona w wyniku metamorfizmu regionalnego niskiego stopnia (epizona) odpowiadającemu facji zieleńcowej. Skałą wyjściową był zlepieniec. Warunki metamorfizmu to ok. 300-400°C i 0,3-0,4 GPa. Charakteryzuje się częściowym zachowaniem struktury i tekstury charakterystycznych dla skał osadowych. Cechą szczególną są także pierwotne zmetamorfizowane otoczaki wykazujące strukturę kierunkową.